# Marktkirchhof 2 (Quedlinburg)

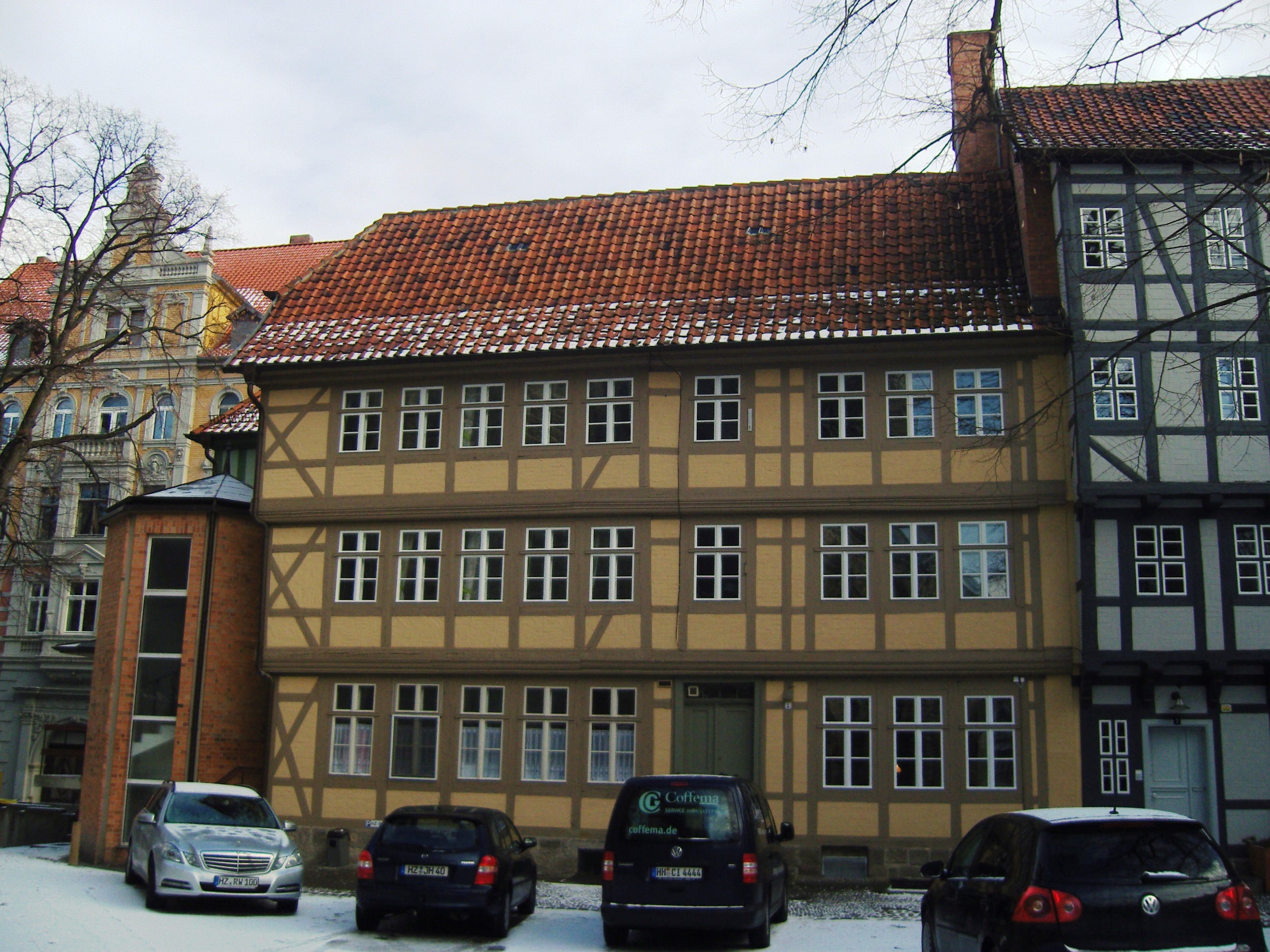
Marktkirchhof 2 (nördlicher Teil)

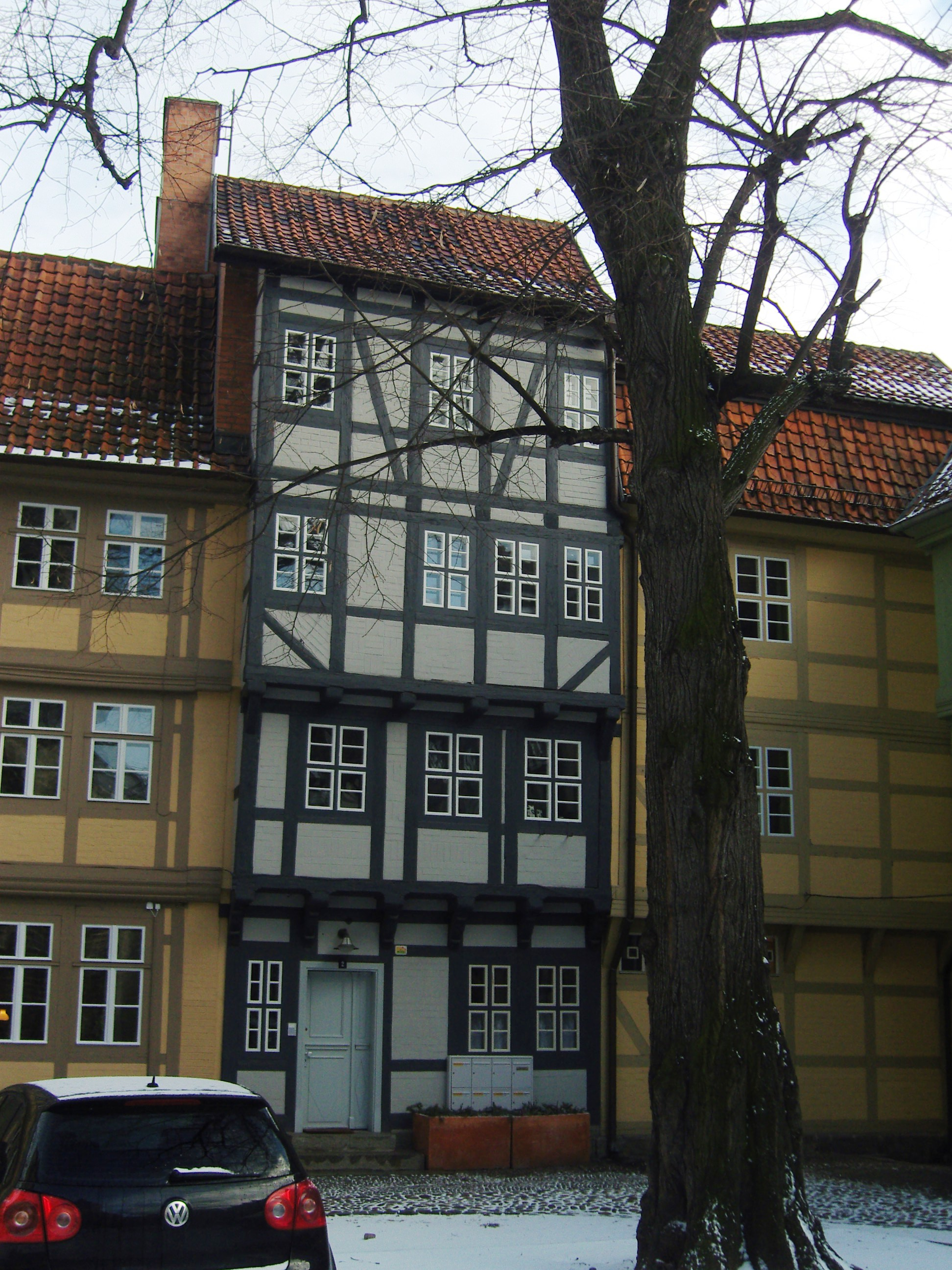
Marktkirchhof 2 (südlicher Teil)

Das Haus Marktkirchhof 2 ist ein denkmalgeschütztes Gebäude in der Stadt Quedlinburg in Sachsen-Anhalt.

## Lage
Es befindet sich in der historischen Quedlinburger Altstadt, nördlich des Marktplatzes der Stadt. Das im Quedlinburger Denkmalverzeichnis als Wohnhaus eingetragene Gebäude befindet sich im südlichen Teil der Ostseite des Marktkirchhofs.

## Architektur und Geschichte
Das zum UNESCO-Weltkulturerbe gehörende Fachwerkhaus entstand in der Zeit um 1560. Eine Bauinschrift nennt das Jahr 1766. Die mit einem Wappen versehene Inschrift J J K ZM verweist auf den Zimmermeister Johann Joachim Kohlwagen. 1986 erfolgte eine tiefgreifende Sanierung des Hauses. Teile der ursprünglichen mit Knaggen verzierten Fassade blieben dabei erhalten und wurden wieder verwendet. Im Inneren befindet sich ein aus dem 18. Jahrhundert stammendes Treppenhaus.